# Michel Rivera
Michel Antony Rivera Montenegro (Puerto Cortés, Cortés, Honduras; 15 de julio de 1986) es un futbolista hondureño. Juega de volante.

## Clubes
| Club                | País                | Año                 | Partidos | Goles |
| ------------------- | ------------------- | ------------------- | -------- | ----- |
| Platense            | Honduras            | 2009 - 2012         | 58       | 12    |
| Marathón            | Honduras            | 2012                | 10       | 0     |
| Victoria            | Honduras            | 2013                | 34       | 0     |
| Suchitepéquez       | Guatemala           | 2014 - 2015         | 57       | 5     |
| Universidad SC      | Guatemala           | 2015                | 5        | 0     |
| Total en su carrera | Total en su carrera | Total en su carrera | 164      | 17    |